# Juan Diego Florez

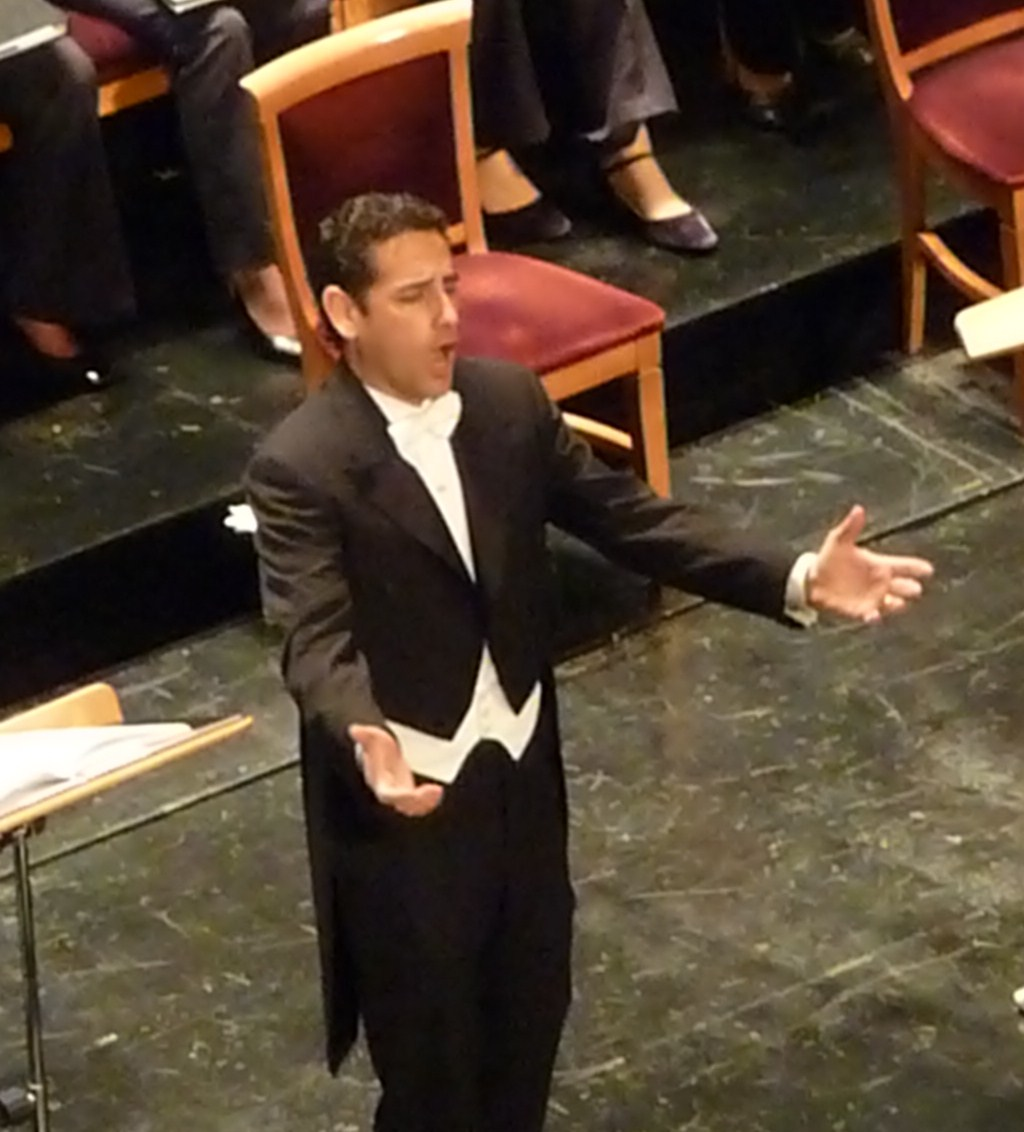
Juan Diego Florez

Juan Diego Flórez Salom, född 13 januari 1973 i Lima, är en peruansk operatenor, speciellt känd för roller i så kallade "bel canto"-operor. Den 4 juli 2007 mottog han sitt lands högsta utmärkelse, "Gran Cruz de la Orden del Sol del Perú" 

## Biografi
Juan Diego Flórez far, Rubén Flórez, var en välkänd gitarrist och sångare av peruansk populärmusik och criolla-musik. Juan hade från början tänkt att satsa på en karriär inom populärmusik, och han påbörjade därför studier vid "Conservatorio Nacional de Música" i Lima vid 17 års ålder. Hans klassiska röst utvecklades under studietiden. Under denna tid blev han medlem av "Coro Nacional Peru" och sjöng där tenorsolot i  Mozarts "Kröningsmässa" och i Rossinis "Petite messe solennelle". Han fick ett stipendium till "Curtis Institute" i Philadelphia i USA, där han studerade mellan 1993 och 1996 och där började han också att uppträda i studentopera-produktioner i den repertoar som fortfarande är hans speciella, nämligen bel canto-opera som t.ex. av Rossini, Bellini och Donizetti. 1994 inviterades han av en tidigare stor peruansk tenor, Ernesto Palacio, till Italien för en inspelning av Vicente Martín y Solers opera "Il Tutore Burlato". Palacio blev därefter Flórez lärare, mentor och manager och hade stort inflytande i Diego Florez karriär.
Den 5 april 2008 gifte han sig med Julia Trappe i Limakatedralen med kardinal Juan Luis Cipriani som officiant. Bröllopet sändes live på TV i Peru.

## Karriär
Flórez första genombrott och hans professionella debut kom 1996 vid Rossinifestivalen i den italienska staden Pesaro, Rossinis födelsestad. Vid 23 års ålder blev han stand in för Bruce Ford i Rossinis "Matilde di Shabran". Han debuterade även på La Scala i Milano samma år i Glucks "Armide", och senare det året sjöng han rollen som Georges i Meyerbeers "L'étoile du nord". 1999 var det dags  att ta sig an rollen som Greve Almaviva i Barberaren i Sevilla och 2002 gjorde han samma roll på New York Metropolitan Opera.
Flórez har också varit aktiv på konsertscener i Europa, Nordamerika och Sydamerika. Han har bland annat uppträtt på  Wigmore Hall i London, på Théâtre des Champs-Élysées i Paris, Lincoln Center och Carnegie Hall i New York, Palau de la Música i Barcelona, Teatro Segura i Lima och vid Mozarteum i Salzburg. 
I inledningen av karriären sjöng han oftast bel-canto som Rossini, Donizetti och Bellini men har på senare tid sjungit mer dramatiska operaroller som  i Wilhem Tell och La Favorite. Han har totalt mer än 40 operor på sin repertoar. 
Han har uppträtt i samarbete med många stora dirigenter som Roberto Abbado, Sir John Eliot Gardiner, Gianluigi Gelmetti, James Levine, Jesús López-Cobos, Sir Neville Marriner, Riccardo Muti mfl. 